# خورخه انریکز
خورخه انریکز (اسپانیایی: Jorge Enríquez‎؛ زادهٔ ۸ ژانویهٔ ۱۹۹۱) بازیکن فوتبال اهل مکزیک است.
از باشگاه‌هایی که در آن بازی کرده‌است می‌توان به باشگاه فوتبال کلوب لئون و باشگاه فوتبال گوادالاخارا اشاره کرد.
وی همچنین در تیم‌های ملی فوتبال زیر ۲۰ سال مکزیک، زیر ۲۳ سال مکزیک، و مکزیک بازی کرده‌است.
وی در مسابقات کشوری و بین‌المللی در مجموع برندهٔ ۲ مدال طلا شده‌است.